# Raf (historietista)
Raf es el seudónimo del autor de historietas Joan (o Juan) Rafart Roldán (Barcelona; 22 de noviembre de 1928-ibidem; 13 de octubre de 1997), quien utilizó también otros sobrenombres menos conocidos como Dino o Roldán. Se le adscribe a la segunda generación o generación del 57 de la Escuela Bruguera, junto a autores como Figueras, Gin, Ibáñez, Nadal, Segura, Martz Schmidt o Vázquez.

## Biografía

### Inicios profesionales (años 1950-67)
Inicia su carrera en los años cincuenta en la serie de aventuras El Zorro, ya casado y padre de familia. Pronto abandona el estilo realista en sus trabajos y se concentra en su estilo más humorístico. Comienza a colaborar en la revista La Risa de Editorial Marco con las siguientes series, varias de ellas con guiones de Bech:
- La vida aborregada de Gumersindo Borrego (1953)
- Loquito Tontuelo (1953)
- Levy Berzotas (1953), un judío tacaño
- Sherlock Gómez (1953)
- Hogar, dulce hogar (1958)
- Laurín y sus papás (1958)
- Mr. Cha-cha-cha, director de Cine (1958)
- Cantinflas (1958)[4]

En esa época trabaja también para Ediciones Cliper en sus revistas Florita, Futuro, Yumbo y, sustituyendo a Martz Schmidt, en Pinocho. Se sentía entonces "bastante acomplejado por la calidad del artista a quien sustituía".
Otras revistas empezaron a interesarse también por su obra, como Paseo Infantil (donde creó a Don Jerónimo) y TBO, donde firmaba como Roldán. 
Sus trabajos más conocidos son los que realiza para la Editorial Bruguera a partir de 1957. Entre 1957 y 1959 colabora en varias revistas de esta editorial, como El DDT, Pulgarcito y Tío Vivo, a las que aporta, entre otras, las siguientes series, muchas veces inspiradas en personajes reales:
- Campeonio (1957)
- Doña Lío Portapartes, señora con malas artes (1958)
- Don Pelmazo Bla, bla, bla... y las mil latas que da (1959)
- El Capitán Aparejo, zoquete como un cangrejo

En 1959 Raf deja Bruguera y realiza trabajos a través de una agencia en revistas de la Fleetway británica como Film Funn (Tony Hancok) y Buster (Milkiway) durante un par de años. Tras tantear infructuosamente el mercado escandinavo, colabora como Roldán en el TBO a partir de 1965 creando a Don Jerónimo, jefe de cocina; en L'Infantil del Seminario de Solsona y en la chilena El Pingüino con Mecha, Margot, Fakir o Ráfagas más eróticas de lo habitual.

### Regreso a Bruguera (1968-85)
A finales de los sesenta, vuelve a colaborar en las revistas de Bruguera, resucitando personajes anteriores y creando otros nuevos: 
- Doña Tecla Bisturín, enfermera de postín (1968)
- Flash, el fotógrafo (1969)
- Manolón, conductor de camión (1969)
- Olegario

En esta época, su personaje más destacado es sin duda Sir Tim O'Theo (1970), historieta que parodia tanto la novela policiaca (especialmente a Sherlock Holmes) como las rarezas del carácter británico. Es el trabajo más exitoso y recordado de Raf.
A partir de 1975 empezó también a colaborar en revistas satírico-políticas como Muchas gracias, Mata Ratos y El Jueves usando el seudónimo de Dino.

### Últimos años (1986-97)
A partir del año 1986 colabora con las revistas "Guai!" y "Yo y Yo" con la serie Mirlowe y Violeta, también parodia de novelas policíacas, y para la revista TBO. Para la revista de historietas de terror "Creepy" crea la serie paródica Zomby y el gato, con guiones de Antonio Segura, y para los semanarios satíricos "El Jueves" y "Puta Mili", escenas humorísticas y La fragata capadora, orientadas a un público adulto.
En 1992 recibió el Gran Premio del Salón del Cómic de Barcelona, por el conjunto de su obra.
Continuó colaborando con revistas de historieta hasta su muerte, ocurrida el 13 de octubre de 1997 por una complicación cardíaca.

## Estilo
Raf explicaba que "no se pretende llevar al lector al borde de la carcajada, sino simplemente proporcionarle un rato distraído". Después de haber pergeñado el guion,

Lo que sigue ya es coser y cantar, al menos para mí y sin falsas modestias. Trasladar los "monos" de la cuartilla-borrador al papel de barba, a lápiz primero, luego pasarlos a tinta con la plumilla, el pincel, el rotulador o lo que sea, me resulta de una facilidad relajante. Apenas utilizo la goma de borrar. Tanto es así, que siempre me olvido de limpiar las páginas de lápiz al concluir el trabajo.

Armando Matías Guiu abundaba en esto al describirlo en 1981 como

un dibujante de trazo ágil, rápido, suelto; sus personajes se deslizan por el papel con profundidad; están vivos en sus expresiones, en sus gestos; son personajes modernos, personales. Distinguir un dibujo de Raf de los otros es fácil; se nota, destaca.

En la biografía sobre Raf, publicada en 2015, Jordi Canyissà define el estilo del autor como "nervioso, dulce, contundente, vaporoso" y considera que

el trazo de Raf puede ser una cosa y la contraria sin dejar de ser el trazo de Raf. Su dibujo está más allá de estilos, líneas gráficas, ismos y modas. Su obra es el reflejo de una búsqueda gráfica que siempre mira hacia adelante.

## Obra
| Años | Título                                               | Tipo                                 | Publicación                       |
| ---- | ---------------------------------------------------- | ------------------------------------ | --------------------------------- |
| 1953 | La vida aborregada de Gumersindo Borrego             | Serie                                | "La Risa" (Editorial Marco)       |
| 1953 | Loquito Tontuelo                                     | Serie                                | "La Risa" (Editorial Marco)       |
| 1953 | Levy Berzotas                                        | Serie en ocasiones con guion de Bech | "La Risa" (Editorial Marco)       |
| 1953 | Sherlock Gómez                                       | Serie con Ripoll G.                  | '"La Risa" (Editorial Marco)      |
| 195? | Antenio Magnetofón                                   | Serie                                | Editorial Bruguera                |
| 1956 | Desventuras de la Bruja Traganiños                   | Serie                                | "Florita" (Ediciones Cliper)      |
| 1956 | El Vejete Cascarrabias                               | Serie                                | "Paseo Infantil" (Gestión)        |
| 1957 | Chapete                                              | Serie                                | "Pinocho" (Ediciones Cliper)      |
| 1957 | Campeonio                                            | Serie                                | "El DDT" (Editorial Bruguera)     |
| 1957 | Don Agapito, su perro y el chico, que es un gamberro | Serie                                | "Pulgarcito" (Editorial Bruguera) |
| 1958 | Diente Duro y Roe-Roe                                | Serie                                | "Yumbo" (Ediciones Cliper)        |
| 1958 | Hogar, dulce hogar'                                  | Serie '                              | "La Risa" (Editorial Marco)       |
| 1958 | Laurín y sus papás                                   | Serie                                | "La Risa" (Editorial Marco)       |
| 1958 | Mr. Cha-cha-cha, director de Cine                    | Serie con guion de Bech              | "La Risa" (Editorial Marco)       |
| 1958 | Cantinflas                                           | Serie con guion de Bech              | "La Risa" (Editorial Marco)       |
| 1958 | Conchito Barbarroja, pirata de mala pata             | Serie                                | "Pinocho" (Ediciones Cliper)      |
| 1958 | Doña Lío Portapartes, señora con malas artes         | Serie                                |                                   |
| 1959 | Doña Paca Cotillez                                   | Serie                                | Tío Vivo                          |
| 1959 | Despistio                                            | Serie                                | Tío Vivo                          |
| 1959 | Casimiro Futbolete                                   | Serie                                | Tío Vivo                          |
| 1959 | Don Pelmazo Bla, bla, bla... y las mil latas que da  | Serie                                |                                   |
| 1959 | Rigoleto                                             | Serie                                | Selecciones de HUMOR de El DDT    |
| 1965 | Don Jerónimo, jefe de cocina                         | Serie                                | TBO                               |
| 1968 | Doña Tecla Bisturín, enfermera de postín             | Serie                                |                                   |
| 1969 | Flash, el fotógrafo                                  | Serie                                |                                   |
| 1969 | Manolón, conductor de camión                         | Serie                                |                                   |
| 1970 | Sir Tim O'Theo                                       | Serie                                | Mortadelo, Super Mortadelo        |
| 1976 | Agapito Silbátez                                     | Serie                                |                                   |
| 1986 | Mirlowe y Violeta                                    | Serie                                | "Guai!"                           |
| 1990 | Zomby y el gato                                      | Serie                                | Creepy                            |
| 1992 | La fragata capadora                                  | Serie                                | Puta Mili                         |